# Llàntia

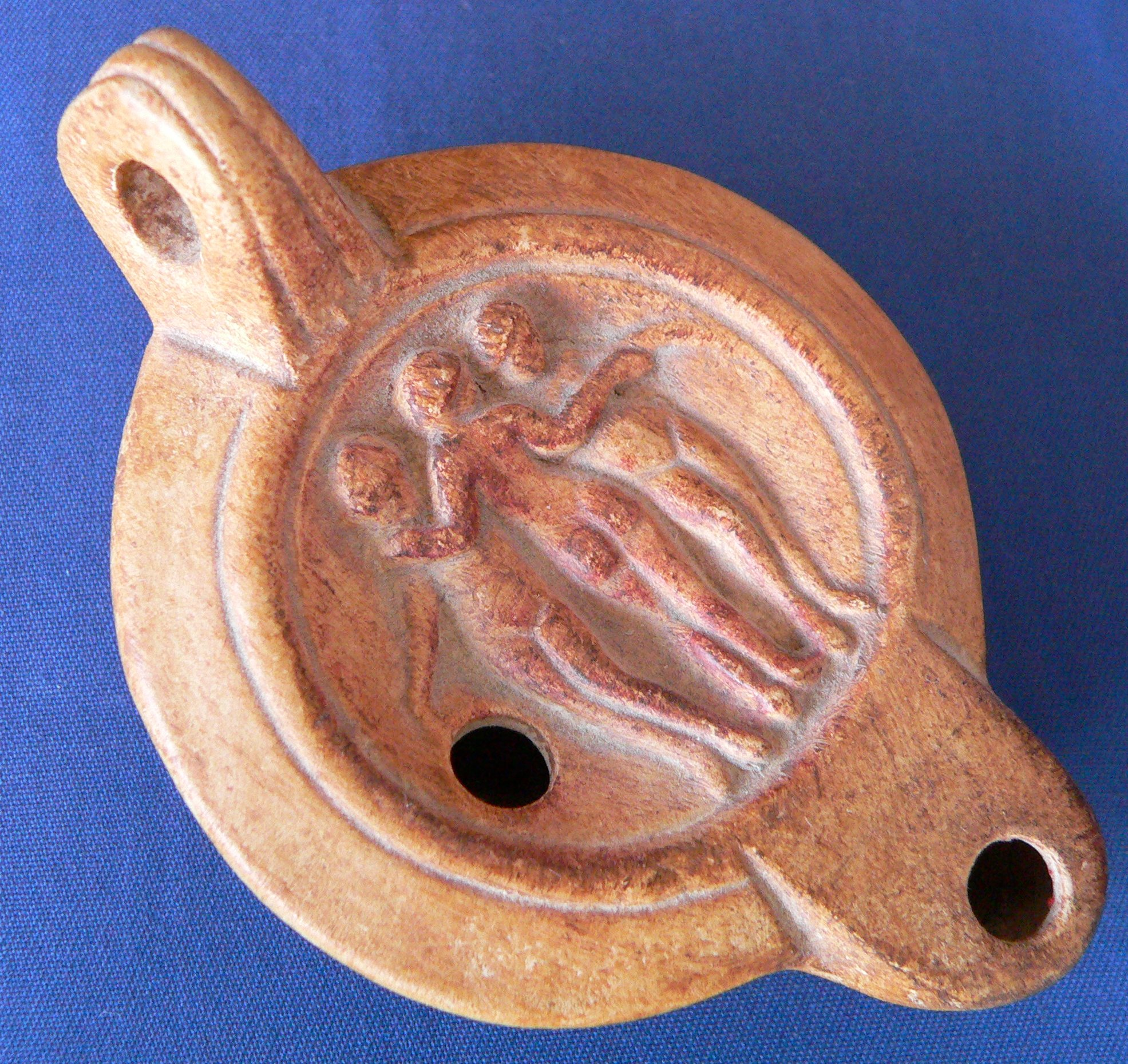
Llàntia antiga de terrissa.

Una llàntia és un llum amb un dipòsit que conté líquid combustible i un bec per al ble. Les llànties tenen un origen molt antic i són sovint un objecte domèstic molt abundant en les excavacions arqueològiques. Amb formes molt diferents i variades eren molt utilitzades en gairebé totes les cultures. Es fabricaven a partir de materials incombustibles, com terrissa, pedra o metalls, com el bronze o el llautó. Algunes eren per penjar del sostre o d'una biga i d'altres es col·locaven damunt d'un objecte anomenat llantier.
Hi ha també llànties amb formes d'animals o humanes. La majoria eren d'ús domèstic, però algunes llànties tenien un ús votiu com a ofrena o exvot als temples.
Els líquids més utilitzats com a combustible eren diferents tipus d'olis o greixos. Actualment s'utilitza preferentment el querosè. El ble és normalment de fibres de cotó.

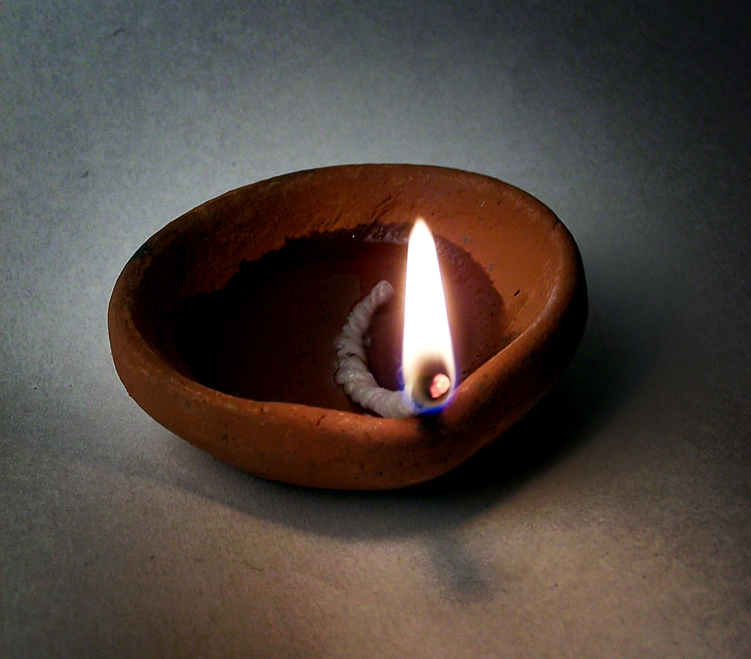
Llantió de terrissa amb ble de cotó molt utilitzat al Divali a l'Índia.

## Variants
- Llantió. Una llàntia petita.

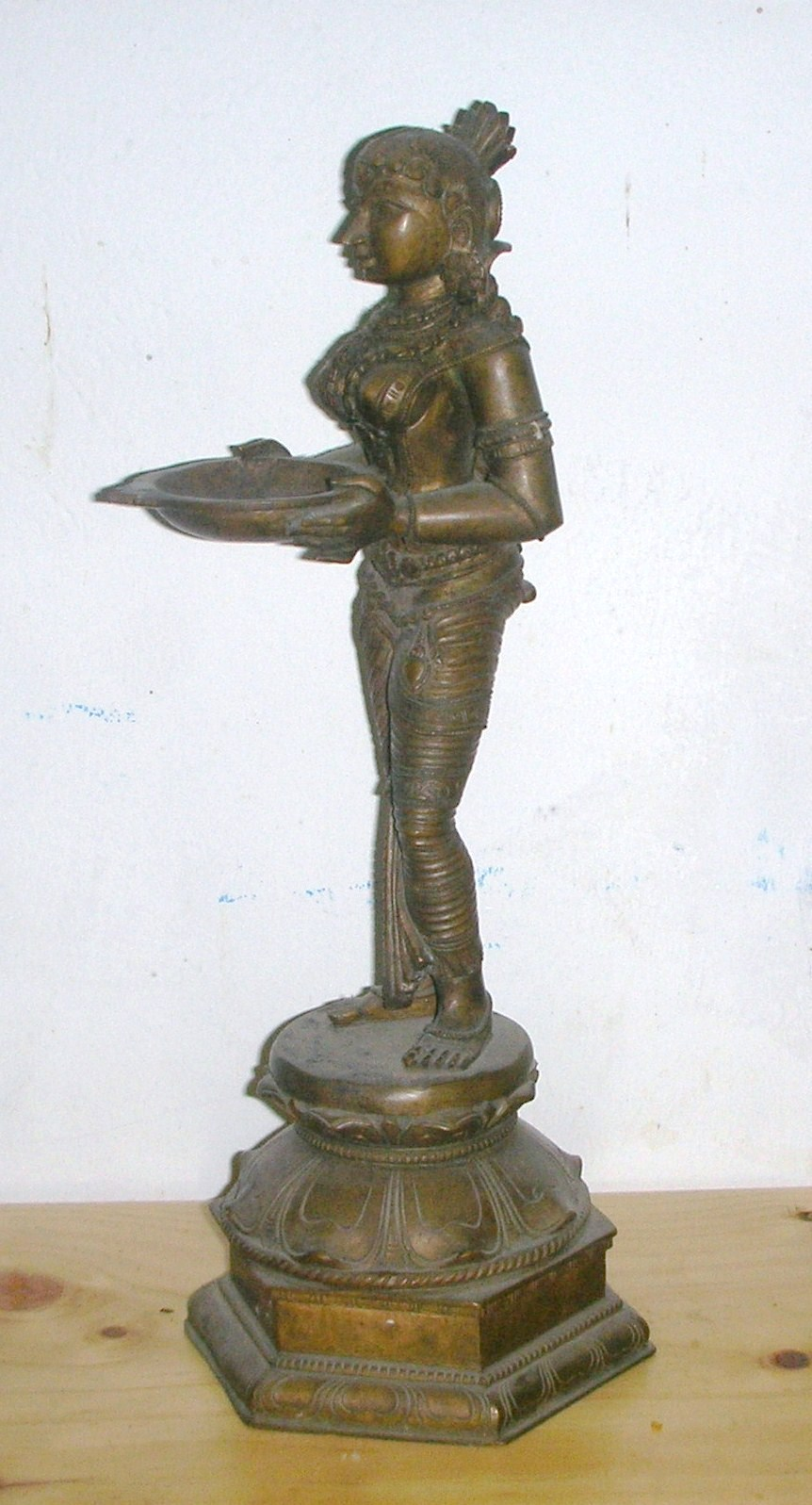
Paavai vilakku. Llàntia de forma antropomorfa de Tamil Nadu, bronze.

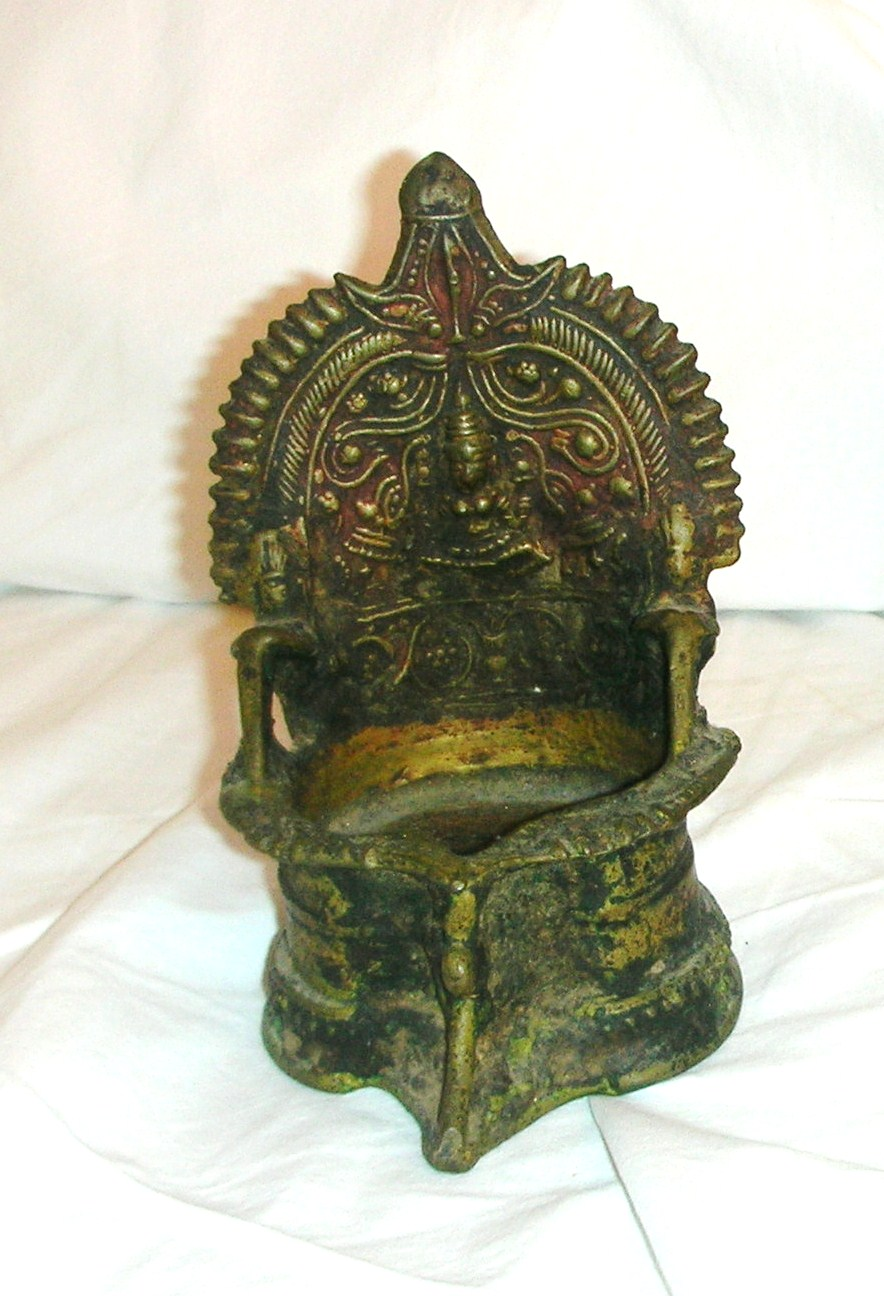
Llàntia Deepalakshmi de Kumbakonam.

- Llàntia amb múltiples becs. Amb dos o més becs. Normalment duen una cadena per ser penjades. Aquest tipus de llum es troba actualment en desús, excepció feta de les llànties d'ús cerimonial.
- La llàntia de seguretat és una llàntia que es va inventar per incrementar la seguretat en les mines. En aquest tipus de llàntia la flama és envoltada de tela metàl·lica per evitar les explosions de gas grisú.
- Deepalakshmi, llàntia petita de l'Índia del Sud amb una imatge de Lakxmi sobre la part de fons.
- Paavai vilakku, llàntia antropomorfa molt comuna a Tamil Nadu i Kerala. Consisteix en la figura d'una dona sostenint una bacina amb bec pel ble. Pot ser de diferents mesures, de molt petita fins a alçades de 2 m. Les petites són generalment de bronze o llautó, mentre que les més grans són de pedra i es troben a l'entrada o a la base de les columnes dels temples.

## Cerimònies
A l'Índia la llàntia encara es fa servir com a instrument d'ús cerimonial de la llum. Moltes llànties de petites dimensions s'utilitzen encara a les cerimònies religioses del Divali o Dīpāvali amb un significar religiós i espiritual. Aquestes llànties són normalment de terrissa i de formes molt senzilles.

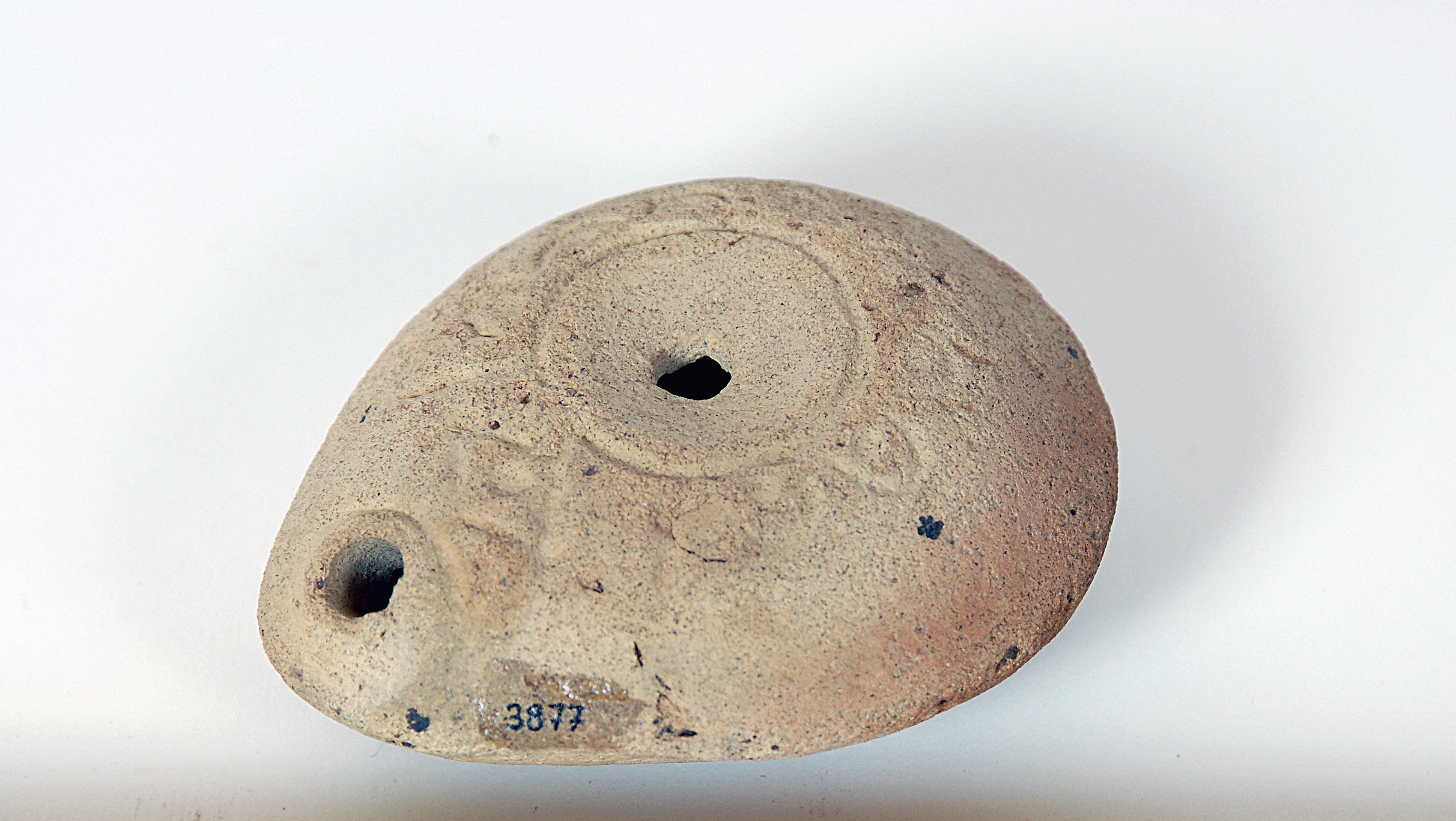
Llàntia d' oli que es troba a la Biblioteca Museu Víctor Balaguer, exemple d'argila tosca d' època Egipcia.

## Literatura
És molt coneguda la llegenda d'Aladí i la llàntia meravellosa, on el geni que surt de la llàntia té un paper central.